# Tango delle capinere/Silbando mambo
Tango delle capinere/Silbando mambo è un singolo di Fred Buscaglione e i suoi Asternovas, pubblicato nel 1956 e inserito nel primo album Fred Buscaglione e i suoi Asternovas.

## Tracce
Lato A
1. Tango delle capinere (testo: Cherubini - musica: Bixio)

Lato B
1. Silbando mambo (Prado)